# بيرات دي بيلاك
بيرات دي بيلاك (بالفرنسية: Peyrat-de-Bellac)‏ هي بلدية في مقاطعة فيين العليا في منطقة أقطانية الجديدة غرب وسط فرنسا.